# Emplocia aurantiaria
Emplocia aurantiaria är en fjärilsart som beskrevs av Thierry-mieg 1895. Emplocia aurantiaria ingår i släktet Emplocia och familjen mätare. Inga underarter finns listade i Catalogue of Life.